# Geißblatt-Made
Die so genannte Geißblatt-Made ist eine neue Frucht- oder Bohrfliegenart, die sich in nur 250 Jahren durch Hybridisierung aus den Arten Rhagoletis mendax und Rhagoletis zephyria entwickelt hat. Das hat ein Forscherteam von der Pennsylvania State University unter der Leitung von Dietmar Schwarz festgestellt. Die Ergebnisse wurden in der Zeitschrift Nature vorgestellt.
Die neue Insektenart wird nach ihrer Wirtspflanze, der aus Asien stammenden Tataren-Heckenkirsche (Lonicera tatarica), als „Lonicera Fly“ bezeichnet. Die Elternart Rhagoletis mendax Curran 1932 befällt Blaubeeren (Vaccinium sect. Cyanococcus), die Art R. zephria Snow 1894 lebt in Schneebeeren. Die Arten gehören zum so genannten „Rhagoletis-pomonella-Artenkomplex“, zusammen mit der Apfelfruchtfliege (R. pomonella), R. cornivora (an Hartriegel), zwei unbeschriebenen Arten („sparkleberry fly“, an Vaccinium arboreum, und „flowering dogwood fly“, an Blüten-Hartriegel) sowie drei weiteren Populationen („plum fly“, „mayhaw fly“, am Sommer-Weißdorn, und „Mexican R. pomonella“). Die Art ist morphologisch nicht unterscheidbar (Kryptospezies) und nur anhand genetischer Marker und der Wirtspflanze erkennbar.
Die Elternarten ignorieren jeweils die Wirtspflanze der jeweils anderen Art. Beide Elternarten akzeptieren aber ggf. Heckenkirschen-Früchte für die Eiablage. Damit erscheint folgendes Szenario wahrscheinlich: Durch die Einführung der asiatischen Lonicera tatarica nach Nordamerika kamen die Elternarten erstmals häufiger miteinander in Kontakt, die vorher durch die unterschiedliche Wirtspräferenz (also ökologisch) gegeneinander isoliert waren. Dadurch ist die vorher bestehende Reproduktionsbarriere zusammengebrochen. Die neue Hybridart hatte durch den neuen Wirt außerdem eine unbesetzte ökologische Nische zur Verfügung, in der sie der Konkurrenz der Elternarten weitgehend entzogen war.

## Bedeutung
Artbildung durch Hybridisierung zwischen verwandten Arten ist bei Tieren, im Gegensatz zu Pflanzen, ein seltener Vorgang. Die hier behandelte Hybride ist zudem ohne Verdoppelung des Chromosomensatzes (vgl. Polyploidie) zu Stande gekommen, da der Hybrid, ebenso wie die Elternarten, diploid ist; es handelt sich um eine sog. „homoploide“ Hybridisierung. In diesem Fall ist der neu entstandene Hybrid nicht, wie im polyploiden Fall, schlagartig gegenüber den Elternarten reproduktiv isoliert; es ist also mit mehr oder weniger umfangreicher Rückkreuzung zu rechnen, wodurch der genetische Anteil der Elternarten nicht zwingend 50 Prozent beträgt. Im Tierreich sind einige, aber relativ wenige Fälle von Artbildung durch homoploide Hybridisierung bekannt geworden. Es handelt sich hier um den ersten nachgewiesenen Fall, bei dem die Hybridisierung zwischen zwei wirtspezifischen Tierarten mit einem Wirtspflanzenwechsel auf einen völlig neuen Wirt einhergegangen ist.